# Parti de la nation culturel et unioniste
Le Parti de la nation culturel unioniste (arabe : حزب الأمة الثقافي الوحدوي) ou PNCU est un parti politique tunisien attaché à l'identité arabo-musulmane dans son acception la plus conservatrice.
Fondé après la révolution chassant le président Zine el-Abidine Ben Ali, il est reconnu le 19 mai 2011. Dirigé par Mohamed Hamdi, son siège se trouve à Sousse. Son slogan est « Liberté, culture, unité ».

## Idéologie et positions
Dans son blog « We7dawi », Mohamed Hamdi présente le 9 juin son parti comme partisan de la démarche révolutionnaire pacifique pour la réalisation de ses principes et objectifs : « Il vise à réaliser l'unité maghrébine et arabe puis islamique plus globale car il considère que le peuple arabe est un seul peuple et que la nation musulmane est une seule nation ».
Concernant la place et le rôle de la religion, il écrit : « L'islam est la religion de Dieu, il est transcendant, plus sensé et plus pérenne que toute pensée humaine, et on ne peut le confronter à aucune autre pensée, ni s'y opposer comme parti. Et en tant que religion, il possède le pouvoir total et la domination absolue sur les musulmans. Nous y croyons tel qu'il a été inspiré à son prophète vénérable et tel qu'il a été interprété par les gens de la sunna et il est valable en tout lieu et convient pour toutes les époques grâce à son essence éternelle. Sa présence dans la conscience de l'époque s'effectue par l'ijtihad [...]
Nous refusons catégoriquement que l'islam se transforme en parti politique, critiqué, insulté, injurié, contredit, applaudi ou réfuté par les uns et les autres. Les partis qui se proclament islamiques doivent se définir comme des partis tout court. C'est le peuple qui décide de son sort par l'appel à l'institution d'un régime islamique par le biais d'une révolution pacifique où il réclame l'instauration de la charia ».
C'est ainsi que le représentant du parti à l'assemblée constituante, Ibrahim Hamdi, suscite de larges controverses par ses positions, appelant à autoriser la polygamie et proposant également de modifier l'hymne national ainsi que le drapeau tunisien en y ajoutant l'inscription « Il n'y a pas d'autre dieu que Dieu ».

## Poids électoral
Lors de l'élection de l'assemblée constituante, le PNCU n'a pu constituer que trois listes : une à Sousse (présidé par Mohamed Hamdi), une à Monastir (présidée par Ibrahim Hamdi) et la troisième à Kasserine (présidée par Zouhair Bouezzi). Mais la première n'a pas été validée et seules les deux dernières listes ont pu participer au scrutin.
Le parti a récolté 5 581 voix, soit 0,14 % des suffrages. Il n'a obtenu que 362 voix dans la circonscription de Kasserine, mais en recueille 5 219 (un siège) dans celle de Monastir car, comme d'autres partis et listes indépendantes, le PNCU a eu la chance de figurer à droite de la liste d'Ennahdha sur le bulletin de vote, bénéficiant du vote erroné de plusieurs partisans d'Ennahdha. Ibrahim Hamdi rejoint finalement Al Amen, privant ainsi le parti de son seul représentant.

## Résultats électoraux
| Année     | Voix  | %      | Rang | Sièges  | Gouvernements |
| --------- | ----- | ------ | ---- | ------- | ------------- |
| 2011 (AC) | 5 581 | 0,14 % | 19e  | 1 / 217 | Opposition    |